# サン＝ジェルマン＝アン＝レー

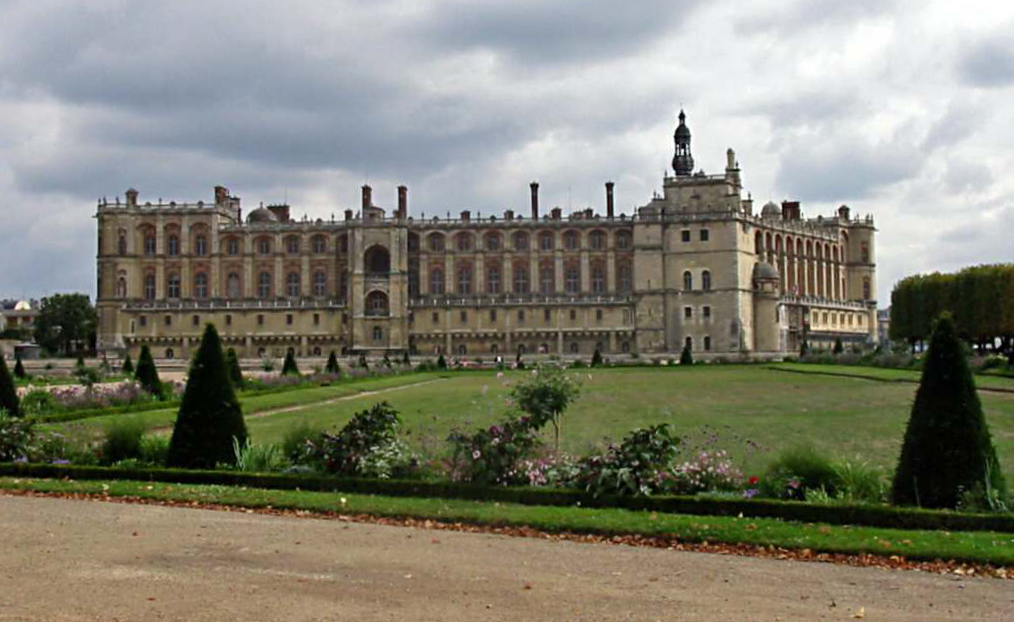
サン＝ジェルマン＝アン＝レー城

サン＝ジェルマン＝アン＝レー（またはサン＝ジェルマン＝オン＝レー、フランス語・英語等：Saint-Germain-en-Laye）は、フランスのイル・ド・フランス地域圏イヴリーヌ県（パリの西部）のコミューン。パリやセーヌ川を一望できる台地にある。パリ郊外では、随一の高級住宅地の一つであるとされる。

## 歴史
1124年、ルイ6世によって最初の城塞（16世紀以降の名称：シャトー・ヴィユー［château vieux、意：古城］）が築かれた。16世紀には、アンリ2世によってシャトー・ヌフ（château neuf、意：新城）が建造され、以後、1689年に当時の国王ルイ14世がヴェルサイユに移り住むまで、王の居城であった。
1837年にはパリのサン・ラザール駅からサン＝ジェルマン＝アン＝レーへの鉄道が開通する。これはパリ発の鉄道としては初めての路線であったが、フランス初の鉄道はリヨンが発祥である。まず1836年に手前の駅シャトゥーまでが開通した後、翌年にセーヌ川を渡る高架橋が建設され、サンジェルマンまで延長された。

### サン＝ジェルマン＝アン＝レー条約
フランスの歴史上、この名で呼ばれる条約は多い。以下は全て、サン＝ジェルマン＝アン＝レー条約（Traité de Saint-Germain-en-Laye）と呼ばれるものである。
- 1624年9月5日：フランスとイギリスの間で締結された。
- 1632年3月29日：フランスとイギリスの間で締結された。
- 1635年10月26、27日：フランスとベルンハルト・フォン・ザクセン＝ヴァイマルの間で結ばれた。
- 1679年6月29日：フランスとブランデンブルク選帝侯フリードリヒ・ヴィルヘルムとの間で締結された。
- 1679年10月25日：同じくフランスとブランデンブルク選帝侯との間で締結された。
- 1919年9月10日：第一次世界大戦後、連合国側とオーストリアの間で結ばれた条約。日本では「サン＝ジェルマン条約」とも呼ばれる。

## 交通

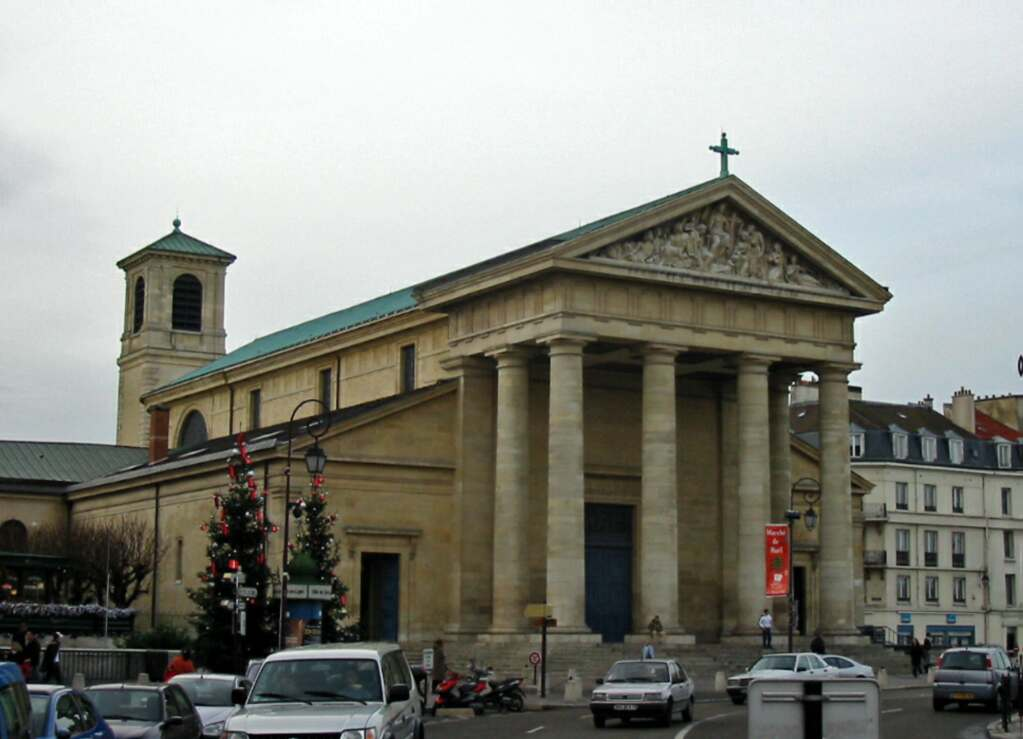
サン＝ジェルマン教会

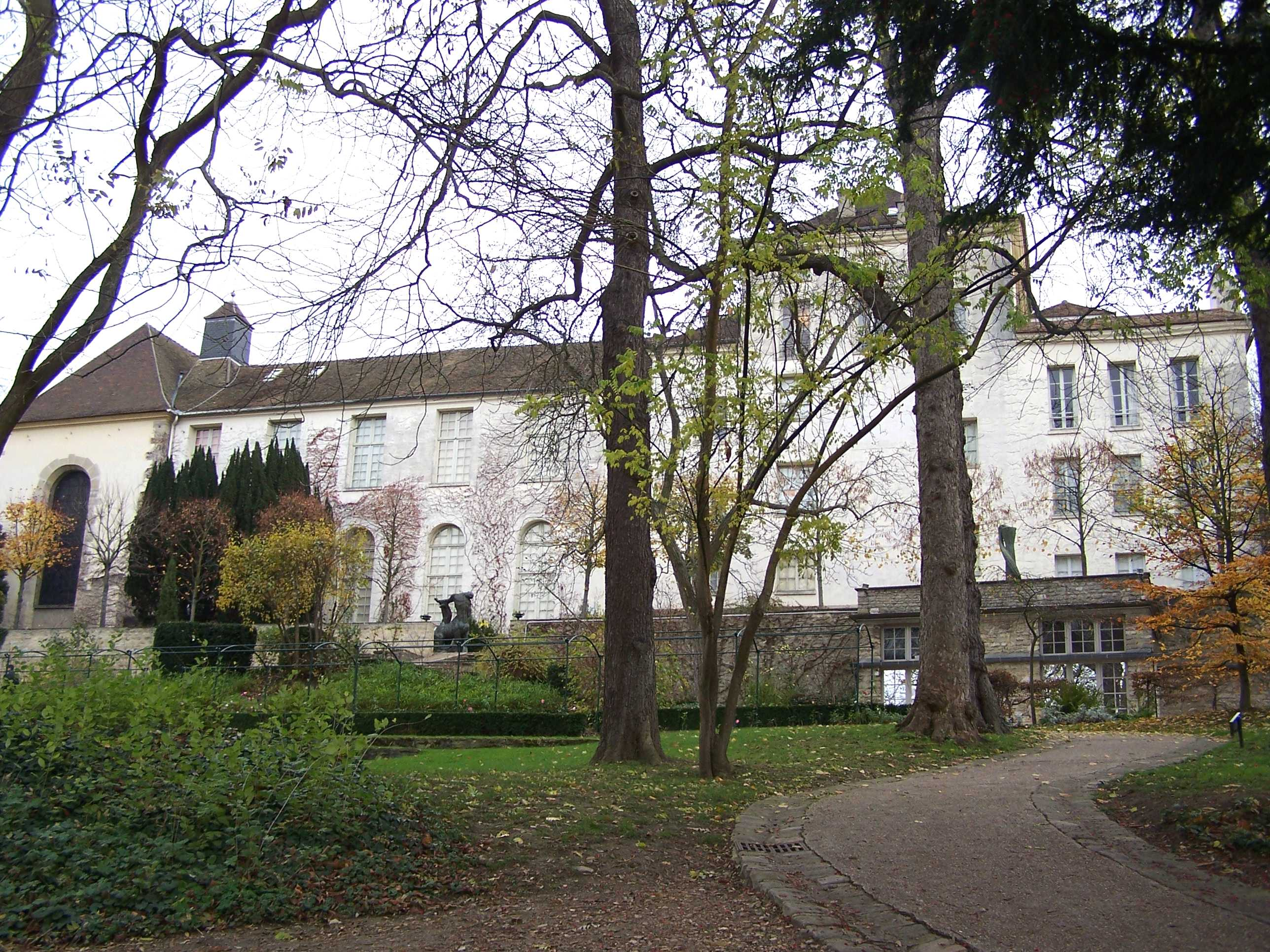
県立モーリス・ドニ美術館

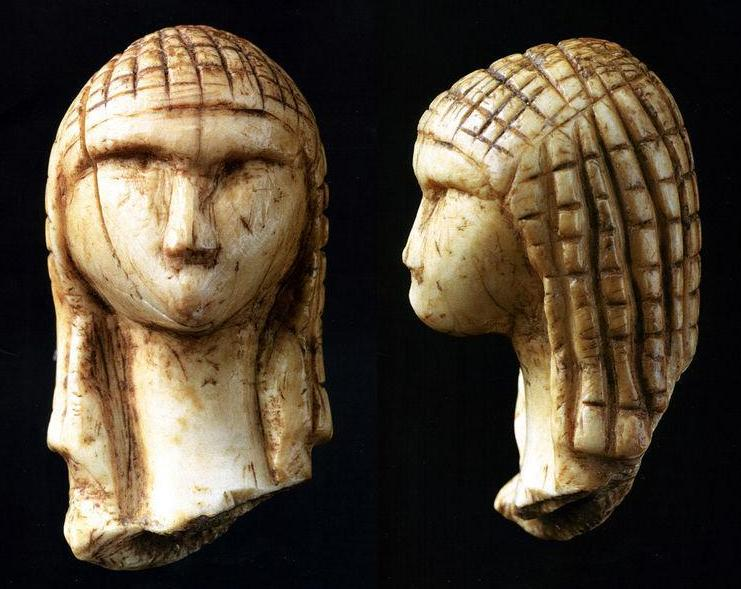
国立考古学博物館にある「ブラセンプーイのヴィーナス」

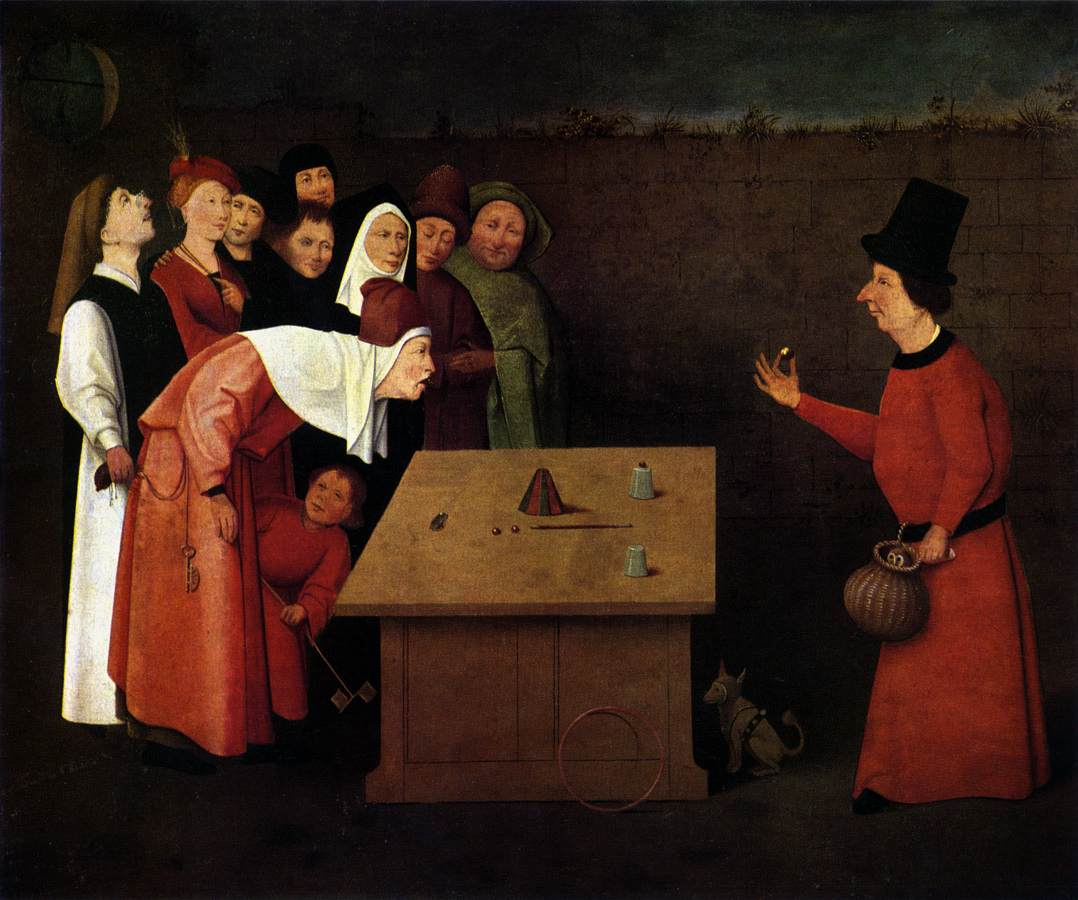
「手品師」（ヒエロニムス・ボス）

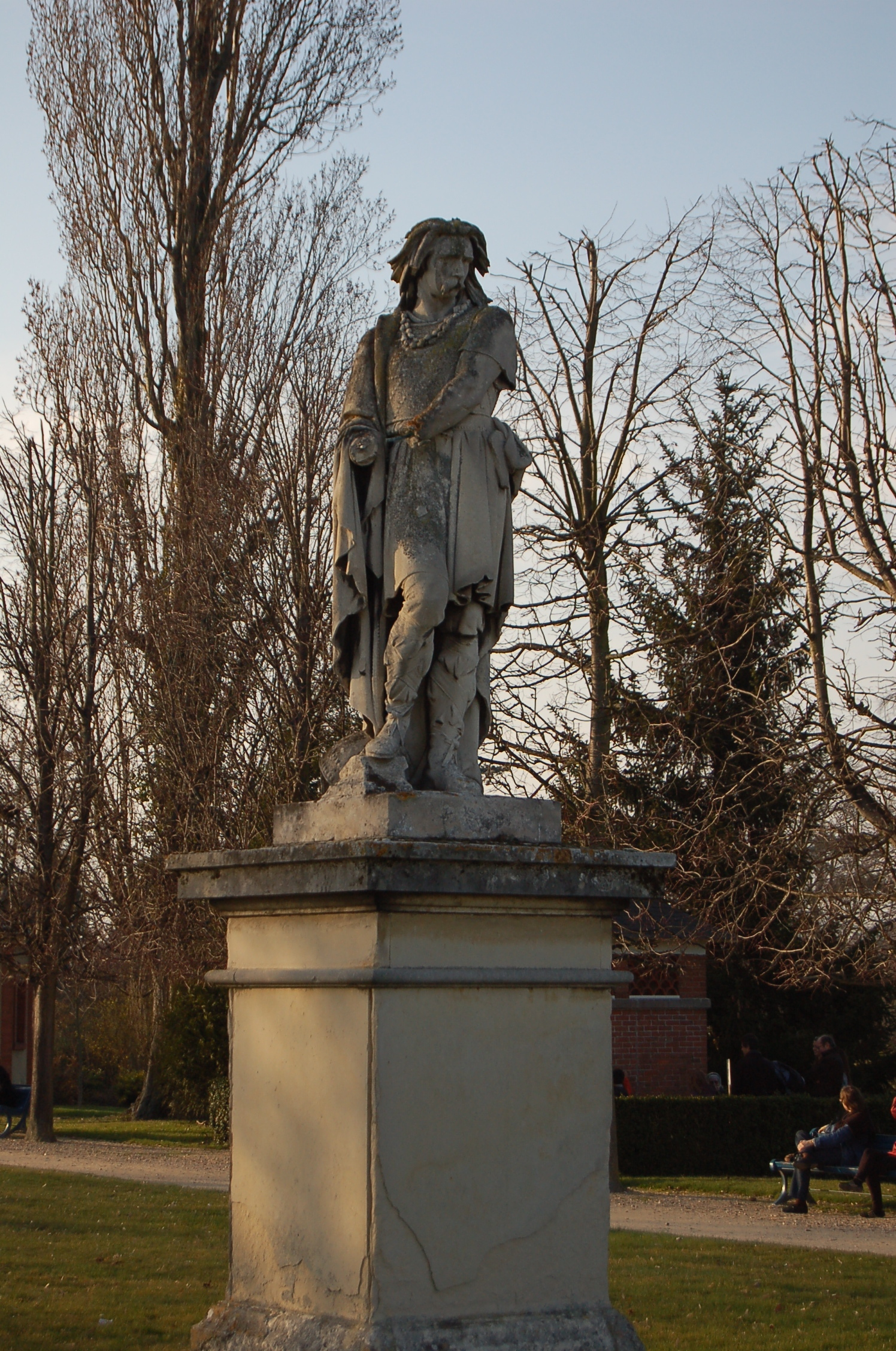
ウェルキンゲトリクスの像

### 鉄道
RER A線の終着駅である。前述のとおり、フランスで2番目、パリ発では初めての路線であるが、サン・ラザール駅発着の路線であったものが、パリ東部のバスティーユ駅発ヴァンセンヌ線とを1961年にパリ市内を地下で結び、現在のRER A線となった。
グランド・サンチュールの駅も存在するが、長いこと廃線となっていた。しかし2004年、ノワジー＝ル＝ロワとを結ぶ一部路線がグランド・サンチュール・ウェストとして旅客用路線としての営業を復活させた。RERとグランド・サンチュールの駅は離れている。連絡線は存在するが、現在は電気系統および運行会社が異なるため旅客用列車には使われておらず、両駅を結ぶナヴェット（シャトルバス）が運行されている（フランス語版ウィキペディア、当該項目も参照のこと）。
かつて19世紀にはサンジェルマン＝アン＝レーよりアシェール経由ポワシー行きのトラムウェイが運行されていた。これはサンジェルマンの森の中を通るトラムであったので、当時のポスターではロングスカートの婦人が車窓から森を眺める絵柄で半ば休日のピクニック用路線として宣伝されていた。現在は存在しない。

## 観光名所
施設名のラテン文字表記はフランス語。
- サン＝ジェルマン＝アン＝レー城 Château de Saint-Germain-en-Laye (en/fr)

ルイ6世の時代からルイ14世の時代まで、国王の主要な居城の一つとして機能した。元イングランド王ジェームズ2世はルイ14世の保護の下この城に亡くなるまで住んでいた。現在の城はルネサンス様式のもので、フランソワ1世によって再建され、ナポレオン3世によって修復されたもの。
- 国立考古学博物館 Musée des Antiquités nationales (en/fr)

現在、サン＝ジェルマン＝アン＝レー城内に設けられている。約2万5千年前（後期旧石器時代）の女神像として有名な「ブラセンプーイのヴィーナス」を始めとして、先史時代からメロヴィング朝時代にかけての考古学的・歴史的遺物を展示。
- サン＝ジェルマン教会 Église Saint-Germain
- 県立モーリス・ドニ（ル・プリゥレ）美術館 Musée départemental Maurice Denis,  Le Prieuré (en/fr)

画家モーリス・ドニの旧邸宅を美術館にしたもので、彼や他のナビ派の作品を展示している。
- ドビュッシー博物館（フランス語版） Musée Claude Debussy

作曲家クロード・ドビュッシーの生家。1階は観光案内所になっており、住居であった2階が展示室、3階が演奏室になっている。
- サン＝ジェルマン＝アン＝レー市立博物館 Musée municipal de Saint-Germain-en-Laye (fr)

初期フランドル派の画家ヒエロニムス・ボスの作品 "The Conjurer" （オランダ語原題："De goochelaar"）などを展示。
- その他
  - ウェルキンゲトリクスの像 Statue de Vercingétorix, Saint-Germain-en-Laye

エメ・ミレーの手による、ガリアの英雄ウェルキンゲトリクスの銅像。詳しくは別項「ウェルキンゲトリクス#フランス最初の英雄」を参照のこと。

## 当地にゆかりのある有名人

### 当地で生まれた有名人
- アンリ2世（1519-1559年） ：フランス王。城が生誕地。
- シャルル9世（1550-1574年） ：フランス王。城が生誕地。
- マルグリット・ド・ヴァロワ（1553-1615年） ：フランス王アンリ4世の最初の王妃。城が生誕地。
- フロンテナック伯爵ルイ・ド・ブアド（英語版）（1622-1698年） ：フロンテナック伯爵。ヌーヴェルフランス総督（cf.en. シャトー・フロンテナック）。
- ルイ14世（1638-1715年） ：フランス王（太陽王）。城が生誕地。
- オルレアン公フィリップ1世（1640-1701年） ：オルレアン公。城が生誕地。
- ルイーザ・マリア・テレーザ・ステュアート（1692-1712年）：イングランド・スコットランド王ジェームズ2世の次妻の末娘。同母兄ジェームズ（後の「ジェームズ老僭王」）らと共にフランスで育つ。城が生誕地。
- サロモン・レナック（英語版）（1858-1932年） ：考古学者、言語学者。
- クロード・ドビュッシー（1862-1918年） ：作曲家。
- ジャン・アラン（1911-1940年） ：オルガン奏者、作曲家。
- マリー＝クレール・アラン（1926年-2013年） ：オルガン奏者。
- ジャック・フェッシュ（英語版）（1930-1957年） ：キリスト教神秘家。
- アルベール・デュポンテル（1964年-） ：俳優。
- アメリ・モレスモ（1979年-） ：テニス選手。
- マリオン・マレシャル＝ルペン (1989年-） ：政治家。フランス共和制の歴史の一番若い国民議会議員。
- ジョナサン・イセリ（英語版）（1990年-） ：テニス選手。

### 生まれ以外でゆかりのある有名人
- クロード・ド・フランス（1499-1524年）：ブルターニュ女公。この地で母アンヌに続いてフランス王家と結婚した。
- ヘンリエッタ・マリア・オブ・フランス（1609年-1669年）：ブルボン朝始祖アンリ4世娘、かつイングランド・スコットランド王チャールズ1世王妃。清教徒革命（イギリス革命）最中、サン＝ジェルマン＝アン＝レー城に身を寄せ王党派を糾合した。
- チャールズ2世（1630年-1685年）：上記ヘンリエッタ・マリアの子。オリバー・クロムウェルの死後、王政復古で1660年にイングランド・スコットランド王に返り咲く。下記の弟ジェームズ2世が王位を継いだ。
- ジェイムズ2世（1633年-1701年）：上記ヘンリエッタ・マリアの子、チャールズ2世の弟。名誉革命（イギリス革命）で英王位を追われ、サン＝ジェルマン＝アン＝レー城に身を寄せ、同地で死去。子に、先妻との子メアリー2世（姉の子ウィリアム3世と結婚し名誉革命で共同イングランド・スコットランド王）、アン（後の初代グレートブリテン王国女王）、上記次妻との子ジェームズ（後の「ジェームズ老僭王」）、ルイーザ・マリア・テレーザらがいる。
- ルイ・ド・ノアイユ（1713年-1793年）：第4代ノアイユ公爵。1789年にサン＝ジェルマン＝アン＝レー城主に任命され、フランス革命が勃発後も逃亡を拒否したが、革命がクライマックスに達する前に老衰で亡くなったためギロチンにかけられることもなかった。
- ジュール・ド・ポリニャック（1780年-1847年）：フランス復古王政期最後の首相。ポリニャック公爵夫人の次男、3代目ポリニャック公爵。七月革命で逮捕されたが、のち大赦され、最期はこの地で亡くなる。
- モーリス・ドニ（1870-1943年）：画家、著述家。邸宅を設けていた。
- ジョルジェット・ルブラン：女優。一時期、ルイ15世の狩猟用別荘であったラ・ミュエット館（Pavillon de la Muette）に住んだ。サン＝ジェルマン＝アン＝レーは彼女の兄、モーリス・ルブランのアルセーヌ・ルパン物作品にも度々登場する。

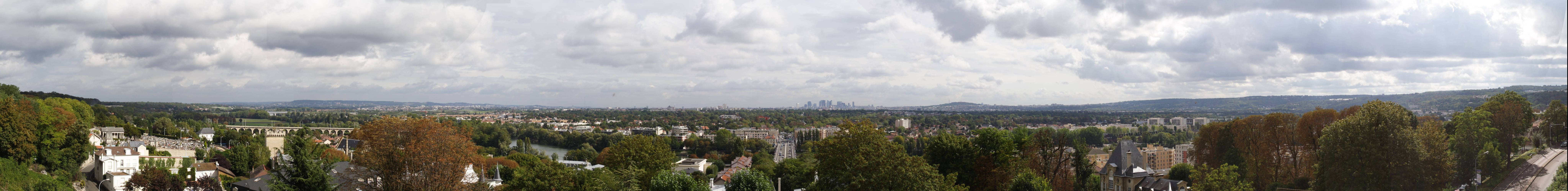
サン＝ジェルマン＝アン＝レーの眺望

## 姉妹都市
- アシャッフェンブルク：ドイツ。1975年より。
- テマラ：モロッコ。1982年より。
- エア：スコットランド。1984年より。
- ウィンチェスター：イギリス。1990年より。
- コンスタンチン＝イエジェオナ（英語版）：ポーランド。1992年より。